# Jean-Gabriel Diarra
Pour les articles homonymes, voir Diarra.
Jean-Gabriel Diarra, né le 12 juillet 1945 à Vanekui (région de Ségou, Mali) et mort le 28 octobre 2019 à Bamako (Mali), est un prélat catholique malien, évêque de San de 1987 à sa mort.

## Biographie
Jean-Gabriel Diarra est ordonné prêtre le 30 décembre 1972.
Le 18 novembre 1987, il est nommé évêque de San par le pape Jean-Paul II. Il est ainsi consacré évêque deux jours plus tard, le 20 novembre 1987, par le cardinal Jozef Tomko, lors des commémorations célébrant le centenaire de l’Église malienne. Ses co-consécrateurs sont Luc Auguste Sangare et Joseph Perrot.
Il est président de la Conférence épiscopale du Mali de 1997 à avril 2009.
Il est décédé le 28 octobre 2019 dans un hôpital de Bamako des suites d'une longue maladie. Il est inhumé à San le 9 novembre 2019. Il a été élevé au grade d’Officier de l’Ordre national à titre posthume le jour de son inhumation. Il sera remplacé par Hassa Florent Koné, ordonné évêque de San le 8 janvier 2022. 